# Lawrence Lartey
Lawrence Lartey, né le 23 mars 1994, est un joueur de football international ghanéen. Il évolue au poste de défenseur.

## Biographie

### En équipe nationale
Avec les moins de 20 ans, il participe à la Coupe d'Afrique des nations junior en 2013. Lors de cette compétition, il joue quatre matchs. Le Ghana atteint la finale du tournoi, en étant battue par l'Égypte. Il dispute ensuite la Coupe du monde des moins de 20 ans organisée en Turquie, où il officie comme capitaine. Il joue six matchs lors de ce mondial, compétition lors de laquelle le Ghana se classe troisième.
Il joue son premier match en équipe du Ghana le 1er septembre 2015, en amical contre le Congo.

## Palmarès

### En équipe nationale
- Finaliste de la Coupe d'Afrique des nations junior en 2013 avec l'équipe du Ghana des moins de 20 ans
- Troisième de la Coupe du monde des moins de 20 ans en 2013 avec l'équipe du Ghana des moins de 20 ans

### En club
- Champion du Ghana en 2015 avec l'Ashanti Gold
- Vainqueur de la Coupe du Ghana en 2011 avec le Nania Accra